# Malaspina (Argentine)
Pour les articles homonymes, voir Malaspina.
Malaspina est une localité rurale argentine située dans le département de Florentino Ameghino, dans la province de Chubut. Elle est située sur la route nationale 3 entre Garayalde et Pampa Salamanca, à 130 km de Comodoro Rivadavia. Il s'agit d'une population concentrée, considérée comme une population rurale, qui ne peut être définie par un seul chiffre en raison du petit nombre d'habitants distincts.

## Toponymie
Le nom du village a été donné en hommage au scientifique, naturaliste, explorateur et marin italo-espagnol du XVIIIe siècle Alessandro Malaspina (ou Alejandro Malaspina).

## Géographie
Il est situé dans la pampa homonyme à une altitude de 525 mètres d'altitude et fait partie du bassin du golfe San Jorge. La caractéristique principale du terrain est plate avec quelques légères ondulations, dues à l'influence de l'érosion éolienne. Il y a également quelques profondeurs et ravins résultant de l'érosion fluviale, qui ont des cours d'eau éphémères. La végétation est typique du plateau patagonien. L'élevage de moutons est pratiqué dans les ranchs voisins.

## Climat
La température annuelle moyenne est de 12,8 °C. La température minimale est de 3 °C et la maximale de 32 °C. Les précipitations moyennes sont de 250 mm, les plus fortes se produisant en juin et juillet.

## Services
Au début des années 2010, il y a eu un projet de construction d'un parc éolien à 12 km au sud-ouest de la ville, qui serait relié au réseau national interconnecté et serait composé de 40 éoliennes de 107 m de haut,.